# 林田
林田（1929年—2021年4月22日），原名翁斯英，女，福建福州人，中国播音艺术家，曾任中央人民广播电台播音部主任，第三届全国人大代表。